# Феніти

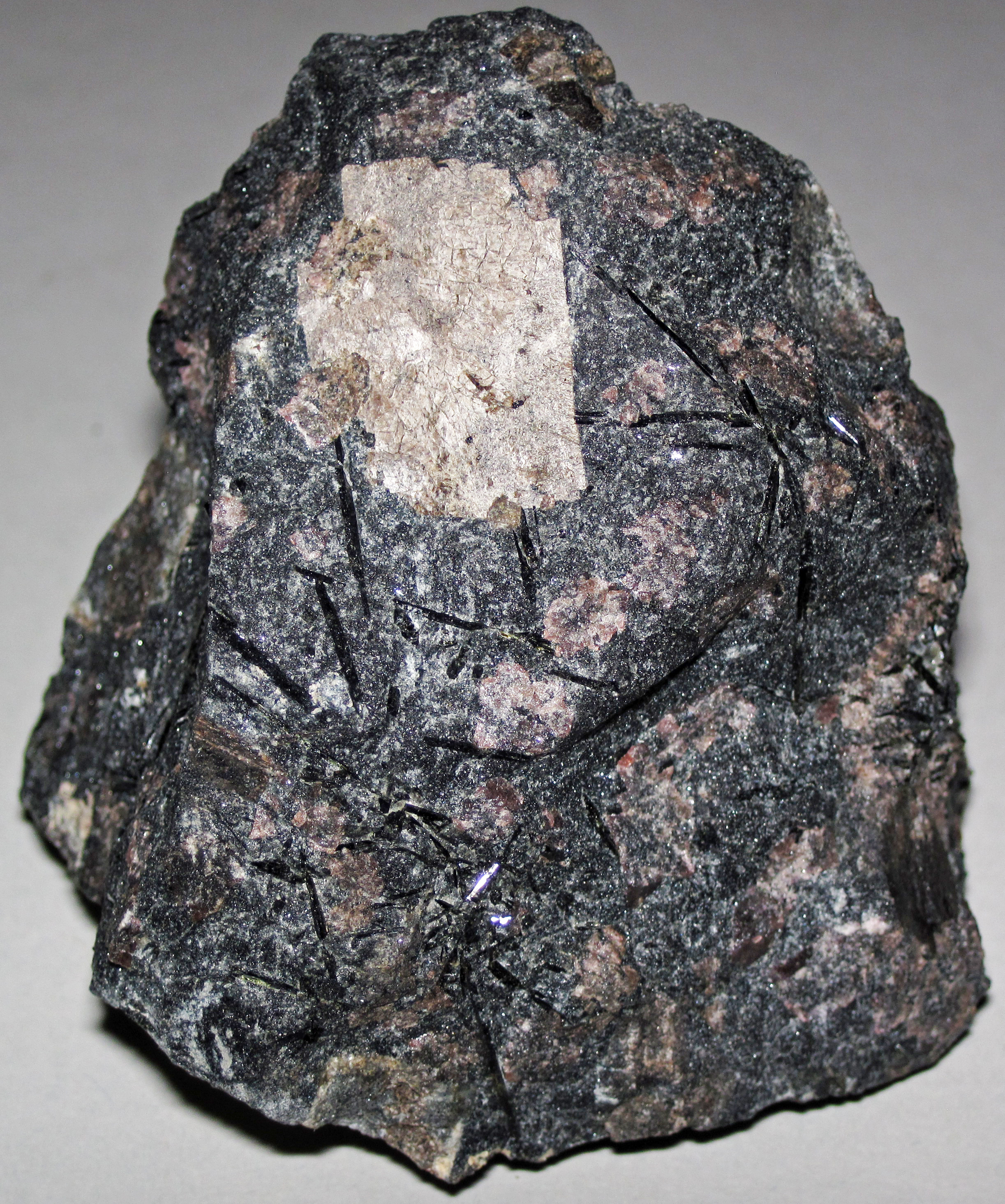
Феніти

Феніти (рос. фениты, англ. fenite, нім. Feniten m pl) — екзоконтактові лужні метасоматити, що виникають на межі лужних масивів або карбонатитів із граніто-ґнейсами, аркозовими пісковиками та іншими кварц-польовошпатовими породами, що являють собою піроксен-польовошпатові чи нефелін-піроксен(егірин)-польовошпатові породи, іноді з лужним амфіболом, апатитом і сфеном, є продуктами істотно натрового метасоматозу, що супроводжує процеси автометаморфізму і контактового метаморфізму. Встановлено, що ширина екзоконтактових ореолів розвитку Ф. пропорційна розмірам інтрузивних тіл, причому найпотужніші ореоли характерні для власне лужних інтрузій. Присутні в сучасних масивах та карбонатитах Українського щита.

## Інтернет-ресурси
- University of Manitoba — Fenite